# Kivu International School
Kivu International School (KIS) est une école privée anglophone située à Goma, en République démocratique du Congo. Fondée par le couple Dario et le basketteur international Bismack Biyombo, elle a été officiellement inaugurée le 31 août, lors d'une cérémonie présidée par Julien Paluku, alors gouverneur du Nord-Kivu. L'établissement a ouvert ses portes en septembre 2017 avec pour objectif de fournir une éducation de standards internationaux dans la région.

## Programmes d'études
L'école propose un programme d'études international. À son ouverture, elle était candidate pour le programme du Baccalauréat International (IB) et offrait une éducation aux élèves des cycles maternel et primaire.

## Campus
Le campus du Kivu International School est situé sur l'avenue de Kyeshero à Goma Il est équipé de bâtiments, d'une bibliothèque et d'infrastructures sportives.